# Pierre-Paul Riquet

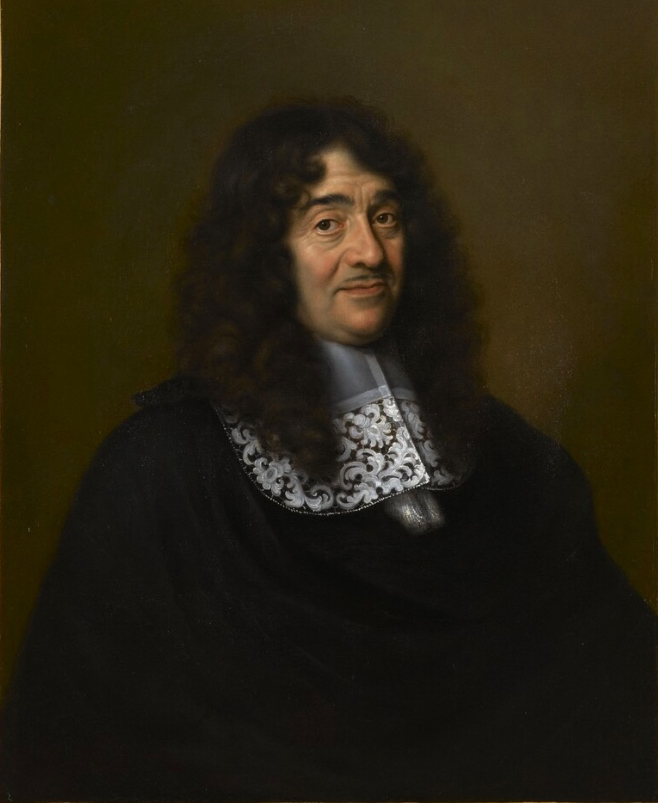
Retrato de Pierre-Paul Riquet

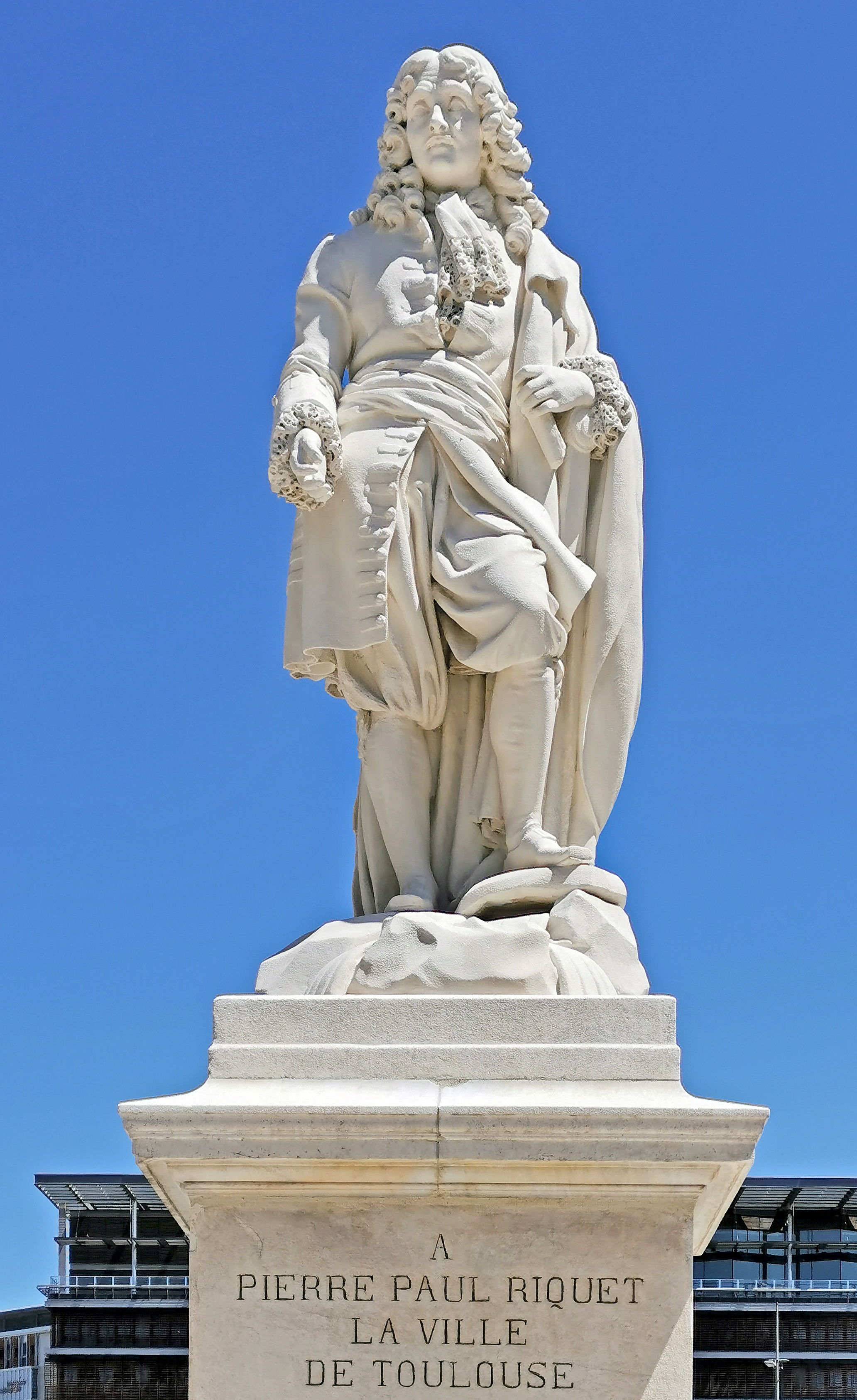
Estatua de Riquet en el Paseo J. Jaurès de Toulouse

Pierre-Paul Riquet, barón de Bonrepos, un colector general de impuestos de sal (gabelle), que llevó a cabo la obra del Canal de Languedoc. Nació en Béziers, probablemente el 29 de junio de 1609, en el seno de una familia de nobles comerciantes. Desarrolló una próspera carrera en la administración de impuestos sobre la sal (gabelas).
Según la leyenda, su padre, Francois-Guillaume Riquet, formó parte de un grupo de estudio que se había opuesto a principios de siglo a la construcción de un canal que uniera el Atlántico al Mediterráneo al ser incapaces de encontrar una solución al problema del abastecimiento de agua. Riquet consiguió superar este problema gracias a su conocimiento del macizo montañoso de la Montagne Noire, donde aplicó las teorías del ingeniero provenzal Adam de Craponne marcando un punto de divisoria de aguas a partir del cual éstas se vertían en una dirección u otra. Para el Canal del Midi este punto fue el seuil de Naurouze, a 48 metros de altura sobre el nivel de la Garona. 
El 16 de noviembre de 1662 Pierre-Paul Riquet propuso su proyecto a Colbert. Algunos meses más tarde el ministro nombró un comité de expertos para estudiar la viabilidad de la obra. Tras la construcción con éxito de una acequia de ensayo entre el lago de Saint-Férréol y el seuil de Naurouze el 14 de octubre de 1666 se confió al ingeniero la construcción del primer tramo. A lo largo de la duración de toda la obra Riquet aprovechó sus ingresos como administrador de las Gabelas para reinvertirlos en la construcción del canal (dos millones de libras sobre un coste total de quince millones), recibiendo en contrapartida parte de los derechos de peaje sobre el mismo.
Riquet hizo gala de una tenacidad sorprendente cada vez que su obra fue puesta en tela de juicio. Llegando incluso a desobedecer las órdenes de Colbert, como en el caso del Túnel de Malpas cuya excavación contravino las órdenes reales convirtiéndose en el primer túnel de la historia creado para el paso de un canal. Pero su audacia no se detenía en los aspectos técnicos, pues Riquet fue el primero en instituir para sus obreros las pagas mensuales y la Seguridad Social.
Pierre-Paul Riquet murió en Toulouse el primero de octubre de 1680, en el barrio de Puits-Clos, sin que el canal estuviera aún terminado. Fueron sus dos hijos quienes terminaron la obra, inaugurando el canal ocho meses más tarde.
Su casa se conserva en la Plaza Salengro de la capital occitana. Así mismo podemos ver una estatua suya (realizada en el siglo XIX por Bernard Griffoul-Dorval) en pleno bulevard Jean Jaurès a escasos metros del Canal y otra obra de David d'Angers en el Paseo Paul Riquet de Béziers.